# 韦斯特赛德 (艾奥瓦州)
韋斯特賽德（英語：Westside）是一個位於美國愛荷華州克勞福德縣的城市。

## 地理
韋斯特賽德的座標為42°04′31″N 95°06′01″W / 42.07528°N 95.10028°W，而該地的平均海拔高度為425米（即1394英尺）。

## 人口
根據2010年美國人口普查的數據，韋斯特賽德的面積為3.81平方千米，當中陸地面積為3.81平方千米，而水域面積為0.00平方千米。當地共有人口299人，而人口密度為每平方千米78人。